# Deshauna Barber

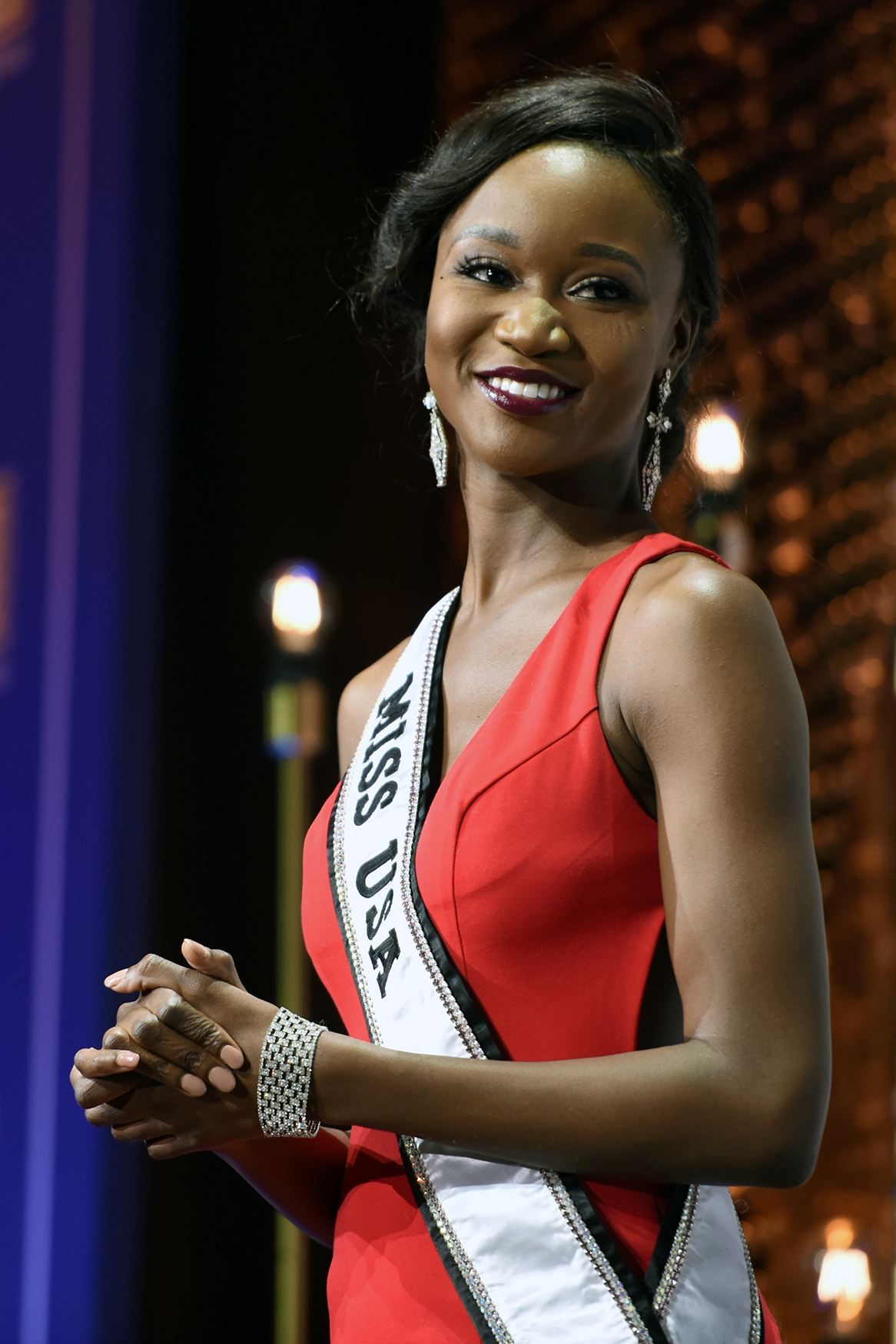
Deshauna Barber

Deshauna Barber, född 6 december 1989 i Columbus, Georgia, är en amerikansk skönhetsdrottning som vann skönhetstävlingen Miss USA 2016.  I Miss USA representerade hon District of Columbia. Hon är även officer i den amerikanska armens United States Army Reserve. Barber tävlade i Miss Universum i januari 2017 och placerade sig där bland topp nio i finalen.